# 陆福恩
陆福恩（1953年3月—），山东阳谷人。中国人民解放军中将军衔。曾任中国人民解放军火箭军副司令员。
曾任第二炮兵第54基地参谋长、第55基地司令员。2010年，任第二炮兵参谋长，次年调任第二炮兵副司令员。2014年7月，兼任二炮参谋长。2015年1月不再兼任二炮参谋长。2015年12月31日，进入新成立的中国人民解放军火箭军首任领导班子，出任副司令员。2016年5月，不再担任火箭军副司令员职务。
2004年，晋升少将军衔。2012年，晋升中国人民解放军中将军衔。2018年1月，当选第十三届全国政协委员。